# 何慕詩
何慕詩（英語：Cynthia Ho Mo Si，1966年5月3日—），前亞洲電視及無綫電視女藝員。畢業於美國波士頓大學傳播學院，至1990年代，早期曾為無綫電視主持「全線大搜查」。她在2000年之後轉投亞洲電視後，曾改藝名何彥樺（Ho Yin Wah）。曾是無綫電視及亞洲電視力捧的主持人，2002年到2009年期間擔任「六合彩」攪珠現場主持。至2012年約滿後離開亞視，並正式離開電視圈，前往澳洲雪梨大學修讀三年制「性健康輔導治療」碩士學位課程，發展「性健康輔導治療師」工作。現除擔任主持及演員的工作外，同時亦是專業性治療師及兩性關係輔導員。2018年，於訪問中表示希望社會可以容納更多以性小眾為題的電影，令大家更容易明白以性小眾為題的電影其實是有需要的，好讓需要協助（沉迷BDSM）的朋友不會因為社會壓力而放棄求助。

## 網上專欄
自2018年3月起，於網上撰寫專欄分享對性的看法。亦曾於專欄上表示，認為進行變性手術的人十分需要家人的支持。

## 演出電影
- 1999年: 《心動》（宣傳片）
- 1999年: 《末路人》（副導兼演員）
- 1999年: 《鬼名模》（場記）[5]
- 2000年: 《鬼同你有緣之陰屍路》（演員兼副導）
- 2001年: 《等候董建華發落》（飾97年新聞報導員） |導演：邱禮濤 [6]
- 2004年: 《旺角黑夜》（飾女探員阿珍） |導演：爾冬陞 [7]
- 2004年: 《凶宅》（飾女鬼） |導演：伍文拯  **第九屆南韓富川電影節入圍作品
- 2006年: 《地老天荒》
- 2006年: 《愛上屍新娘》
- 2012年: 《Mi fido di te》 |導演：Luca Barbareschi **意大利電影
- 2015年: 《血染淑女》（Lady Bloodfight）（飾Dragon Lady） |導演：Chris Nahon **美國電影
- 2019年: 《非分熟女》（飾性治療師） |導演：曾翠珊

## 綜合節目
- 1990年－2000年：全線大搜查（主持）（無綫電視翡翠台）
- 2000年－2005年：HKMA香港優質物業管理（亞洲電視國際台）
- 2000年：西北開發之旅
- 2000年：今日睇真D
- 2000年：騰飛在金秋
- 2001年：第九屆全運會散打王預賽
- 2001年：明Show俾你睇
- 2001年：永安開心香港遊
- 2002年：女人龍門陣
- 2002年：下午麼麼茶
- 2002年－2003年：永安機票行情報告
- 2002年－2003年：百萬富翁
- 2002年－2005年：「六合彩」（主持）
- 2003年：喜慶羊羊滿萬家
- 2003年：抗炎行動
- 2003年：抗炎行動II人人有責
- 2003年：張國榮悼念特輯
- 2003年：娃哈哈果汁點點燈火點點情
- 2003年：529星光薈萃賀台慶
- 2003年：暑期賽馬游踪（澳洲）
- 2003年：新聞主播（國際台）
- 2003年：精采人精采事
- 2003年：國慶煙花匯演
- 2003年：香港國際煙花音樂匯演（亞洲電視國際台）
- 2003年：林振強－千千闋歌
- 2003年：香港國際賽事之全城哄動
- 2004年：金猴賀歲迎新春
- 2004年：第十屆十大電視廣告頒獎典禮（前奏主持）
- 2004年：亞洲電視賽馬日（主持）
- 2004年：亞視台慶新勢力（前奏主持）
- 2004年：傑志對AC米蘭（香港大球場現場主持）
- 2004年：今夜群星大發現
- 2004年：亞姐親善之旅泰國行
- 2004年：黃霑博士追思會（主持）
- 2005年：冷知識衝動（主持）
- 2005年：金雞賀歲迎新春
- 2005年：亞洲電視賽馬日
- 2005年：下午麼麼茶
- 2005年：529真情洋溢台慶夜
- 2005年：亞洲小姐美麗預告
- 2005年：大遊俠－星、馬、泰之旅
- 2005年：WORLD PROMOTION（亞洲電視國際台）
- 2005年：世貿資訊小節目
- 2005年：世紀流感啟示錄（主持）

## 演出劇集

### 電視劇（香港電台）
- 2005年：《反鬥多聲道》
- 2008年：《師奶檔案》
- 2011年：《女人多自在4《我的母親》》
- 2011年：《女人多自在4《我的父親》》
- 2012年：《私隱何價《天網》》
- 2014年：《性本善2014《性愛分家》》
- 2016年：《女人多自在5《小志願》》
- 2020年：《獅子山下2020》：鶼鰈 飾 阿芳

### 電視劇（亞洲電視）
- 2001年：《騷東坡》飾 小梅
- 2002年：《有求必應》飾 節目主持
- 2002年：《伴我同行》
- 2003年：《萬家燈火》飾 鄭依汶
- 2003年：《女俠丁叮噹》
- 2004年：《子是故人來》
- 2004年：《爸爸兩邊走》
- 2005年：《美麗傳說II星願》
- 2005年：《危險人物·屯門色魔奸十殺三》飾 雯女
- 2005年：《情陷夜中環》飾 Candy
- 2006年：《情陷夜中環2》飾 Angela
- 2006年：《香港奇案實錄·五屍離奇命案》飾 朱女
- 2009年：《東邊西邊》飾 趙雪茵
- 2015年：《大地遺孤》飾 紘宇親母

### 電視劇（ViuTV）
- 2025年：《三命》

## 外部連結
- Cynthia Ho 何慕詩
- 何慕詩的Facebook專頁
- 何慕詩的微博專頁